# Банцеровщина (деревня)
Ба́нцеровщина (бел. Ба́нцараўшчына) — упразднённая деревня в Минском районе Минской области Беларуси. В составе Ждановичского сельсовета.

## География

### Гидрография
Река Свислочь. Водохранилище Криница.

## Этимология
Название деревни Банцеровщина балтско-литовского происхождения, от двухосновного имени Banteras. Соответствующие основы известны в литовской антропонимии. Более аутентичное написание в польском и русском вариантах: Bancer-, Банцер- («Банцэр-»).
От того же имени и название хутора Банцеровщина на западе от Волковыска. Подобным образом образованы и название Байцерово, и сенненская фамилия Кацар (от двухосновных имен Bai-ter’as, Ka-ter’as).
Рядом с подменской Банцеровщиной (через Свислочь) был хутор Нарейки (от балтско-литовского одноосновного имени Nareikis).

## История
В VI—VIII веках до нашей эры в урочище Банцеровщина около Жданович было расположено поселение первобытных людей, относящихся к банцеровской археологической культуре.
Городище Банцеровщина расположено на севере Минска, на левом берегу водохранилища Дрозды. Сейчас на этом месте расположен пионерский лагерь.
В 1791 году Бантяровщизна — деревня имения Ляховщина Каралещевитской парафии, шляхетская собственность.
В 1800 году — деревня, собственность минского конюшего И. Ратынского, 2 двора, 22 жителя.
В 1815 году Банцировщизна — деревня, собственность С. Ратынского («Ратынскому принадлежит и д. Банцеровщина, позже была у Дашкевичей, а после у Мощинских», в 1858 году — собственность И. Мазуркевича).
В 1897 году Банцеровщина — имение Семково-Городецкой волости Минского уезда Минской губернии Российской империи, 9 , 9 дворов, 57 жителей, 2 водяные мельницы. В фольварке 3 двора, 10 жителей. В 1917 году в имении двор, 80 жителей. На мельнице 3 двора, 25 жителей.
Деревня упразднена 25 января 1988 года. Территория деревни включена в состав Ждановичи.

## Население

### Численность
- 1908 год — 55 жителей, 5 дворов

### Динамика
- 1908 год — 55 жителей, 5 дворов (имение Банцеревщина)[5]

## Достопримечательность
- Банцеровщина — городище периода раннего железного века на левом берегу реки Свислочь около бывшей деревни Банцеровщина[8] —  Историко-культурная ценность Республики Беларусь, шифр 613В000351.

## В искусстве
- Картины художника Н. Волынца о Банцеровщине («Банцеровщина», 1970; «Якуб Колас на Банцеровщине», 1970; «Банцеровщинский уголок», 1978; «Осень на Банцеровщине» и др.).

## В топонимике
- Улица Банцеровская в Минске[9].

## Известные лица
С 1954 года в деревне Банцеровщина проживал художник Николай Волынец. Художник называл Банцеровщину своей второй родиной. Похоронен на кладбище, расположенном недалеко от деревни Банцеровщина, вблизи Ждановичи.